# Trg svobode, Maribor
Trg svobode je eden izmed mnogih trgov v Mariboru, ki ga omejujejo park Maistrovega trga, Vinagova stavba z vinsko trto,  mestni grad in novejše stavbe. Postavili so ga v 19. stoletju po zasutju obrambnega jarka.
Na njem so sprejeli cesarja Franca Jožefa, general Maister pa je tukaj pozdravil svoje čete.
Leta 1975 so na trg postavili Spomenik osvoboditve, (mnogi ga imenujejo kodžak), delo kiparja Slavka Tihca.
Pred 200 leti se je Trg svobode imenoval grajski vrt, še pred tem pa obrambni jarek. V prejšnjem stoletju so ga preuredili v trg poimenovan Sophien Plantz. Tam je general Majster (1874–1934) zbiral svoje čete pred bojem za severno mejo. Po boju se je trg poimenoval v Trg svobode.